# غواصة يو-22 (النمسا-المجر)

غواصة يو-22  أو U-XXII غواصة من فئة يو-20  تم تصميمها وتشغيلها بواسطة البحرية النمساوية المجرية ( (بالألمانية: Kaiserliche und Königliche Kriegsmarine)‏    أو K.u.K. Kriegsmarine K.u.K. Kriegsmarine  ) خلال الحرب العالمية الأولى. اعتمد تصميم الغواصة على غواصات من فئة <i id="mwNg">Havmanden</i> التابعة للبحرية الملكية الدنماركية (تم بناء ثلاثة منها في النمسا والمجر )، وكانت قديمة إلى حد كبير مع بداية الحرب. 
كانت الغواصة تزيد قليلا عن 127 قدم (39 م)، كانت طويلة ومسلحة بأنبوبين طوربيد وبندقية سطح وبندقية آلية.  

## مهنة الخدمة
في 18 نوفمبر 1917 ، أبحرت إلى بولا، حيث تم تكليفها باسم  يو-22 في 23 نوفمبر تحت قيادة Linienschiffsleutnant جوزيف هولوب.  تم تعيين الجاليكي البالغ من العمر 31 عامًاللعمل في الغواصة في فبراير وكان مسؤولًا عن الغواصة الشقيقة يو-21 من يونيو 1916 حتى تكليفه بالغواصة يو-22.  